# Célula intersticial
Las células intersticiales se refieren a cualquiera de un número de diferentes tipos de células caracterizadas por su carácter intersticial.
Ejemplos:
- Célula intersticial de Cajal

Las células Intersticiales Mientericas de Cajal [ICC-MY] sirven como marcapasos que crean el potencial bioelectrico  de onda lenta, que lleva a la  contracción del músculo liso.

- Células de Leydig, las células presentes en los testículos masculinos responsables para la producción de testosterona (hormona sexual masculina)
- Una parte del estroma del ovario
- Ciertas células en la glándula pineal
- Células intersticiales renales[3]